# سيونى ثنائية الفصوص
سيونى ثنائية الفصوص (الاسم العلمي: Cyanophora biloba) هي نوع من الطحالب الزرقاء يتبع جنس السيونى من فصيلة السيونات.